# USS Oconee (AOG-34)
USS Oconee (AOG-34)  – amerykański tankowiec typu Mettawee z okresu II wojny światowej.
Stępkę jednostki, pod starym oznaczeniem MC hull 1531, położono 18 października 1944 w stoczni East Coast Ship Yard Inc. w Bayonne (stan New Jersey). Matką chrzestną była Ethel Borst. Jednostka została nabyta przez US Navy 23 grudnia 1944 i weszła do służby 12 stycznia 1945, pierwszym dowódcą został Lt. Joseph T. Collins, USCG.

## Służba w czasie II wojny światowej
Po dziewiczym rejsie po wodach zatoki Chesapeake „Oconee” obsadzony przez załogę składającą się z członków US Coast Guard popłynął na Bermudy i Arubę. 15 marca 1945 przeszedł przez Kanał Panamski. Na krótko zatrzymał się w San Diego, a następnie przeszedł do Pearl Harbor, gdzie dotarł 4 maja. Po krótkim okresie napraw przepłynął bez eskorty do Eniwetok, a następnie do kotwicowiska Ulithi. Od połowy czerwca do końca lipca zaopatrywał w produkty ropopochodne wszelkiego rodzaju jednostki pływające. Następnie popłynął z ładunkiem w kierunku Okinawy. Tam pozostawał do końca wojny zapewniając wsparcie flocie. Przeżył w tym czasie udział w dwóch silnych tajfunach.

## Po zakończeniu wojny
12 listopada „Oconee” wypłynął w kierunku San Francisco, zatrzymując się po drodze w Pearl Harbor. Do celu dotarł 28 grudnia. Został wycofany ze służby 28 marca 1946. Skreślono go z listy jednostek floty 1 maja. Został zwrócony Maritime Commission 1 lipca. Sprzedany do służby cywilnej otrzymał nazwę M/V „Piratini” i pływał pod flagą brazylijską. Dalsze losy nieznane.

## Medale i odznaczenia
Załoga jednostki była uprawnienia do noszenia następujących odznaczeń:
- Medal Kampanii Amerykańskiej
- Medal Kampanii Azji-Pacyfiku
- Medal Zwycięstwa w II Wojnie Światowej
- Navy Occupation Service Medal (z baretką Asia)